# Antonio Tebaldeo

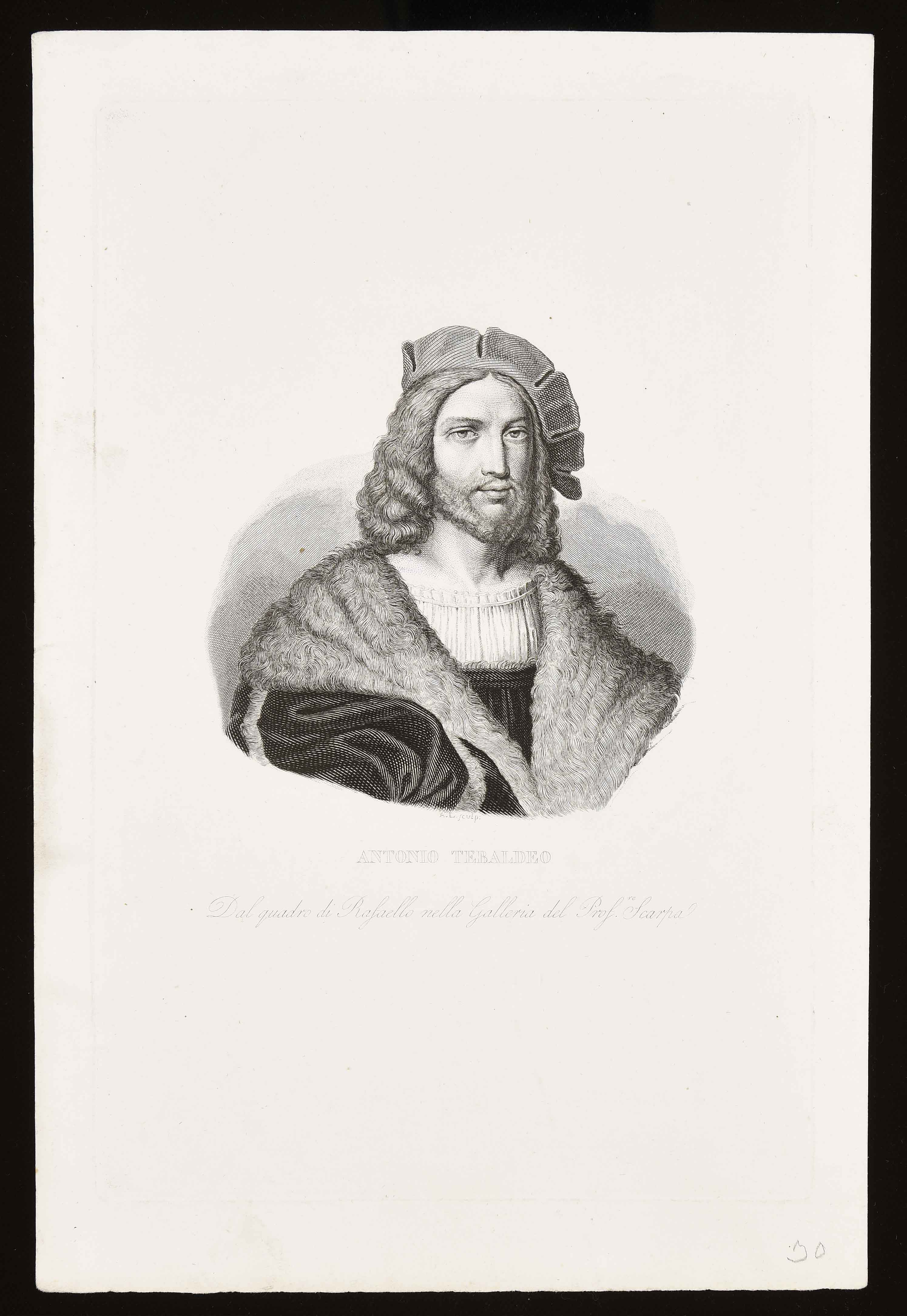
Antonio Tebaldeo

Antonio Tebaldeo (* 1463 in Ferrara; † 1537 ebenda) war ein italienischer Dichter.

## Leben
Antonio Tebaldeo wurde in Ferrara geboren, wo er später Erzieher von Isabella d’Este und danach Sekretär Lukrezia Borgias war. Während der Amtszeit von Papst Leo X. ging er nach Rom, wo er die päpstliche Förderung genoss, und freundete sich dort mit Schriftstellern und Künstlern an, unter anderem mit Raffael. Tebaldeo schrieb zahlreiche Sonette und Hirtengedichte in lateinischer und italienischer Sprache. Er steht in der Nachfolge Francesco Petrarcas. Seine Dichtung besitzt einen patriotischen Unterton, erscheint heute jedoch zum größten Teil eher gekünstelt. Tebaldeos Gedichte wurden zum ersten Mal 1499 in Ferrara ohne seine Genehmigung veröffentlicht. Sie erschienen im 16. Jahrhundert in mehreren Neuauflagen.